# Croix d'Éléonore
Les croix d'Éléonore (en anglais : Eleanor crosses) sont une série de douze croix érigées à la fin du XIIIe siècle par le roi d'Angleterre Édouard Ier en mémoire de sa femme, Éléonore de Castille, marquant les emplacements où son cortège funèbre s'est arrêté pour la nuit lors du transport de sa dépouille à Londres.

## Historique

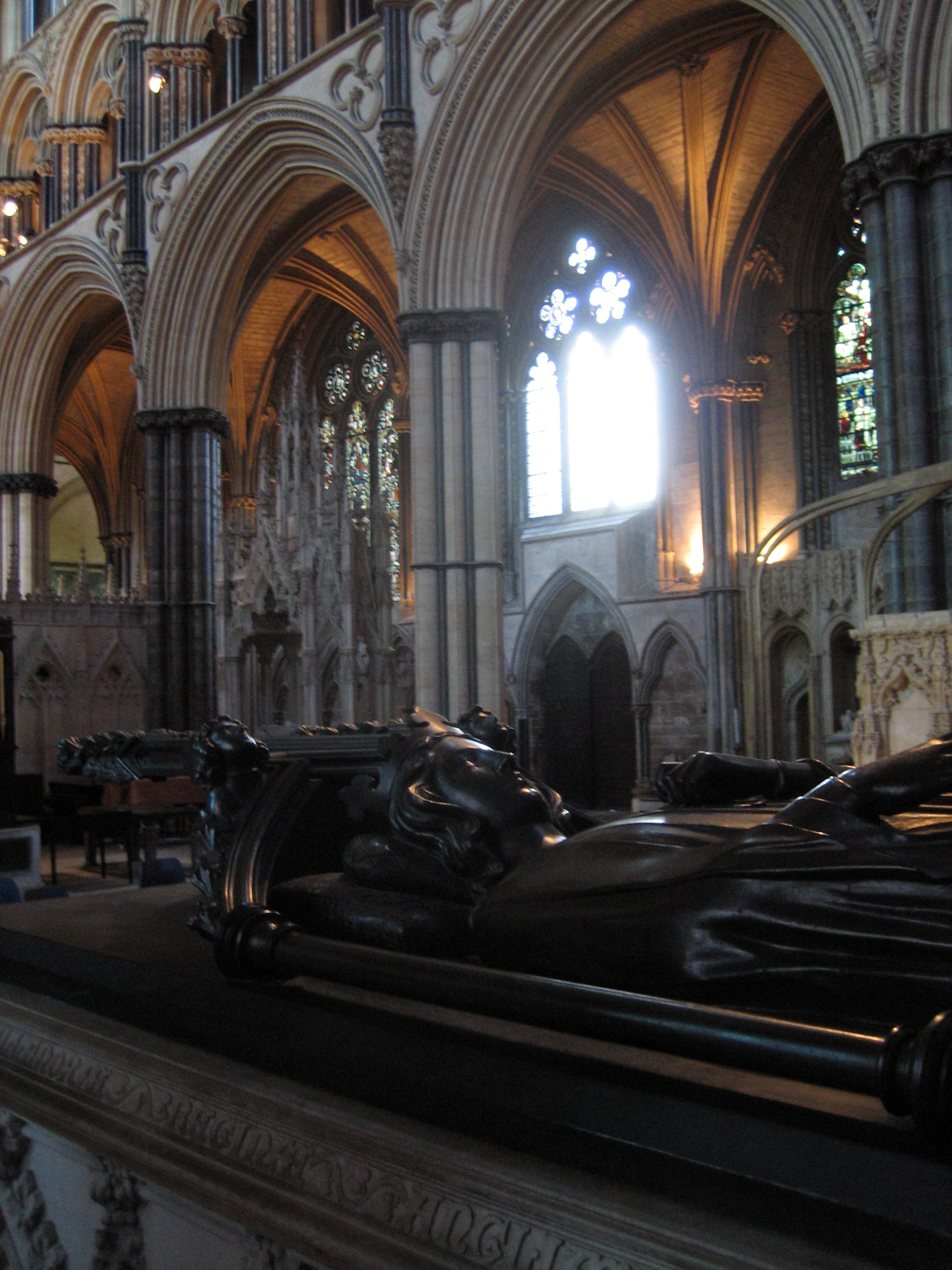
Tombe des viscères d'Éléonore dans la cathédrale de Lincoln.

À sa mort en 1290 à Harby, près de la ville de Lincoln, le corps de la reine Éléonore est transporté au prieuré gilbertin de St. Catherine's (en), dans le sud de Lincoln, où il est embaumé. Ses viscères sont envoyés à la cathédrale de Lincoln, où ils résident encore. Son corps est ensuite transporté à Londres, où il met douze jours à atteindre l'abbaye de Westminster. Éléonore est alors enterrée aux pieds de son beau-père, le roi Henry III. Son cœur est lui enterré à l'abbatiale de Blackfriars.
Entre 1291 et 1294, en mémoire de sa femme, le roi Édouard Ier ordonne la construction de douze croix correspondant aux douze lieux où le cortège funèbre d'Éléonore s'est arrêté pour la nuit. À l'origine en bois, elles sont remplacées par la suite par des monuments en pierre fortement décorés. Les registres des dépenses de la couronne montrent que plusieurs artistes travaillent sur les croix, une partie des réalisations étant divisée entre les personnages principaux, effectués à Londres, et la structure, construite sur place. Guillaume d'Irlande est apparemment le principal sculpteur des personnages.
Un événement similaire a lieu en France pour le corps du roi Louis IX en 1271, bien que les croix soient dans ce cas érigées comme manifeste pour sa canonisation. Il est probable qu'Édouard ait vu des croix similaires en France ou dans le reste de l'Europe pendant ses voyages. Elles sont au moins en partie prévues comme cénotaphes pour inciter les prières des passants et des pèlerins.

## Liste

### Résumé
Seules trois croix sont encore debout, à Geddington, Hardingstone et Waltham Cross. Des fragments ont été trouvés sur d'autres sites, tandis que certaines croix ont complètement disparu.
| Lieu            | Comté            | État | Coordonnées                 | Illus. |
| --------------- | ---------------- | --- | --------------------------- | ------ |
| Lincoln         | Lincolnshire     | Fragment conservé au château de Lincoln                                                                           | 53° 12′ 51″ N, 0° 32′ 47″ O |        |
| Grantham        | Lincolnshire     | Détruite | 52° 54′ 37″ N, 0° 38′ 25″ O |        |
| Stamford        | Lincolnshire     | Fragment conservé au musée de Stamford ; une sculpture moderne est érigée à l'endroit où la croix était installée | 52° 39′ 22″ N, 0° 29′ 37″ O |        |
| Geddington      | Northamptonshire | Conservée | 52° 26′ 15″ N, 0° 41′ 07″ O |        |
| Hardingstone    | Northamptonshire | Conservée | 52° 13′ 02″ N, 0° 53′ 50″ O |        |
| Stony Stratford | Buckinghamshire  | Détruite ; localisation exacte inconnue                                                                           | 52° 03′ 32″ N, 0° 51′ 24″ O |        |
| Woburn          | Bedfordshire     | Détruite ; localisation exacte inconnue                                                                           | 51° 59′ 20″ N, 0° 37′ 10″ O |        |
| Dunstable       | Bedfordshire     | Détruite | 51° 53′ 10″ N, 0° 31′ 16″ O |        |
| St Albans       | Hertfordshire    | Détruite | 51° 45′ 04″ N, 0° 20′ 26″ O |        |
| Waltham         | Hertfordshire    | Conservée | 51° 41′ 09″ N, 0° 01′ 59″ O |        |
| Westcheap       | Cité de Londres  | Fragment conservé au musée de Londres                                                                             | 51° 30′ 51″ N, 0° 05′ 41″ O |        |
| Charing         | Cité de Londres  | Détruite ; remplacée par une réplique au XIXe siècle                                                              | 51° 30′ 26″ N, 0° 07′ 39″ O |        |

### Lincoln
À Lincoln, le seul reste de la croix est situé dans le château.

### Grantham
Aucun reste de la croix de Grantham n'a survécu.

### Stamford
À Stamford, un petit morceau de marbre subsiste, une rose sculptée excavée au XVIIIe siècle par l'antiquaire William Stukeley. Elle est actuellement préservée au musée de Stamford (en).

### Geddington
La croix de Geddington est le mieux préservé des trois monuments subsistants. Son plan est triangulaire, avec un profil fin et élancé, le niveau inférieur entièrement couvert de motifs décoratifs (au lieu des motifs en arches des autres croix). Des statues à baldaquin sont surmontées d'une flèche hexagonale.

### Hardingstone
À Hardingstone, la croix de Northampton se dresse toujours au bord de l'abbaye de Delapré, sur le côté de l'A508 en direction de Northampton, juste au nord de la jonction avec l'A45. Elle est débutée en 1291 par Jean de Battle, qui travaille avec Guillaume d'Irlande pour les statues ; Guillaume reçoit 3 livres, 6 shillings et 8 pence par statue.
La croix est de forme hexagonale et est placée sur plusieurs marches (les marches actuelles sont une réplique). Elle possède trois niveaux et, à l'origine, est probablement terminée par une croix dont on ignore la date de disparition. Une anecdote locale prétend qu'elle est arrachée par un avion volant à basse altitude depuis un aérodrome proche pendant la Seconde Guerre mondiale. Cette anecdote mise à part, on fait mention d'une « croix sans tête » sur le site à partir duquel Thomas Bourchier, archevêque de Cantorbéry, regarde la fuite de Marguerite d'Anjou à la suite de la bataille de Northampton. La croix est mentionnée dans A tour thro' the whole island of Great Britain (en) de Daniel Defoe, dans sa description du grand incendie de Northampton en 1675.
Le niveau inférieur met en scène des livres ouverts. Il est possible qu'ils incluaient des peintures de la vie d'Éléonore et des prières pour son âme, mais celles-ci ont disparu.

### Stony Stratford
À Stony Stratford, la croix se dressait à l'extrémité inférieure de la ville, vers la Great Ouse sur Watling Street (actuelle High Street), mais sa localisation exacte fait débat. Elle aurait bénéficié d'une architecture haute et élégante, peut-être similaire à la croix de Geddington. Elle est détruite pendant la Première Révolution anglaise par les Parliamentarians. La base a subsisté pendant quelque temps, mais toute trace en a également disparu. Le seul témoin est une plaque commémorative sur le mur du 157 High Street.

### Woburn
Il ne subsiste aucun reste de la croix de Woburn, dont la localisation précise est inconnue. Sa construction débute en 1292, plus tard que la plupart des autres croix. Une grande partie de l'ouvrage est réalisée par un certain Ralph de Chichester.

### Dunstable
À Dunstable, lors de son transport, le cercueil d'Éléonore est gardé par des chanoines au prieuré de Dunstable (en) tandis que la population locale prie au croisement des voies, lieu de l'érection de la croix, disparue depuis. Une zone commerciale de High Street North contient une croix moderne réalisée en son honneur.

### St Albans
À St Albans, la croix est érigée sur Market Place pour un coût de £100. Elle s'élève un temps en face du clocher de High Street ; en état de déréliction, elle est détruite au début du XVIIIe siècle et remplacée par une pompe à eau. Une fontaine est érigée à cet endroit en 1874 avant d'être déplacée sur Victoria Place.

### Waltham
À Waltham (actuel Waltham Cross), le monument est construit en coopération par un architecte et un sculpteur, Roger de Crundale, maçon royal, et Alexandre d'Abingdon (en). Elle est toujours debout, restaurée à plusieurs reprises, les statues d'Éléonore d'origine remplacées par des répliques lors de la dernière restauration d'importance dans les années 1950. Ces statues sont conservées au Victoria and Albert Museum de Londres.

### Westcheap
Des fragments de la croix de Westcheap (actuelle Cheapside de Londres) sont conservés au musée de Londres, et des dessins permettent d'en avoir une image précise.
La croix de Westcheap est démolie en mai 1643 à la suite d'une ordonnance du comité parlementaire pour la démolition des monuments superstitieux et idolâtres, conduit par Robert Harley. Cette croix est alors la 3e incarnation du monument, reconstruit et rénové plusieurs fois lors des trois siècles précédents, pendant lesquels elle bénéficie de la protection de plusieurs monarques et de maires de Londres. Pendant les années précédent la Première Révolution anglaise, la croix est perçue comme rassemblant les débats doctrinaires de l'époque. Pour les réformateurs puritains, elle est identifiée à Dagon, ancien dieu des Philistins, et vue comme l'incarnation de la tradition catholique royale. Elle conduit à au moins une émeute lorsque des opposants tentent de la mettre à bas et que des partisans se rassemblent pour les stopper. Après la fuite de Charles Ier au début de la révolution, la destruction de la croix est presque l'un des premiers ordres de la commission Harley.

### Charing
La croix de Charing Cross, élevée sur ce qui est alors le Royal Mews, est la plus coûteuse des croix, construite en marbre, par l'architecte Richard de Crundale et le sculpteur Alexandre d'Abingdon.
Selon une étymologie populaire, Charing dériverait du français « chère reine ». Charing vient probablement du mot anglo-saxon cerring, « courbe », car elle est située à l'extérieur d'une courbe à 90° de la Tamise. La croix originale est érigée au sommet de Whitehall sur le côté sud de Trafalgar Square, mais elle est détruite sur ordre du Parlement en 1647 pendant la Première Révolution anglaise, puis remplacée par une statue équestre de Charles Ier en 1675 après la Restauration. Ce point de Trafalgar Square est officiellement considéré comme le centre de Londres pour le mesure des distances dans la ville.
Une croix est érigée en 1865 en face de la gare de Charing Cross, une centaine de mètres à l'est le long du Strand. Ce n'est pas une réplique fidèle, étant plus ornée que l'original. Elle mesure 20 m de haut et est commandée par la South Eastern Railway Company pour son Charing Cross Hotel récemment ouvert. La nouvelle croix est dessinée par l'architecte de l'hôtel, Edward Middleton Barry ; elle est construite par Thomas Earp (en) de Lambeth en pierre de Portland et Mansfield (un grès fin), et en granit d'Aberdeen (en). Elle est restaurée entre octobre 2009 et juillet 2010.

## Répliques et imitations
Pendant le XIXe siècle et le début du XXe siècle, plusieurs répliques de croix d'Éléonore sont érigées, comme à Ilam dans le Staffordshire (construite en 1840 par Jesse Watts Russell d'Ilam Hall (en) en mémoire de sa femme), Walkden dans le Lancashire et Sledmere dans le Yorkshire de l'Est. Le monument à la reine Victoria (en) de Birkenhead dans le Wirral, inauguré en 1905, prend la forme d'une croix d'Éléonore, tout comme la Market Cross de Glastonbury.
Au début du XXIe siècle, Stamford érige un monument moderne inspiré par sa croix disparue. Il s'élève à Sheepmarket plutôt qu'à l'endroit d'origine. Les détails gravés sont basés sur un fragment conservé au musée de la ville.